# 달성 도동서원 중정당·사당·담장
달성 도동서원 중정당·사당·담장(達城 道東書院 中正堂·祠堂·담장)은 대한민국 대구광역시 달성군 구지면, 도동서원에 있는 건축물이다. 1963년 1월 21일 대한민국의 보물 제350호로 지정되었다.

## 개요
서원이란 훌륭한 사람들에게 제사지내고 유학을 공부하던 조선시대 지방의 사립교육기관을 말한다. 도동서원은 문경공 김굉필 선생의 학문과 덕행을 기리기 위해 조선 선조 원년(1568) 처음 세워 쌍계서원이라 불렀다. 그러나 임진왜란 때 불에 타 없어져 선조 37년(1604) 지금 있는 자리에 사당을 다시 지었고 선조 40년(1607)에 임금님이 직접 도동서원이라고 쓴 현판을 하사받아 사액서원이 되었다. 고종 8년(1871)의 서원철폐령의 대상에서 제외된 47개 서원가운데 하나이다.
행사와 교육의 중심 건물인 강당은 앞면 5칸·옆면 2칸 반 규모이며 지붕은 옆면에서 볼 때 사람 인(人)자 모양을 한 맞배지붕이다. 지붕 처마를 받치기 위해 장식하여 짜은 구조는 간결한 형태로 기둥 위에만 있다. 좌우 끝 칸은 온돌방으로 꾸몄고 그 앞면엔 각각 작은 툇마루를 두었다. 가운데 3칸은 넓은 대청마루로 양쪽 툇마루와 통하도록 해 놓았다.
제사지내는 공간의 중심 건물인 사당은 앞면 3칸·옆면 3칸 규모로 김굉필 선생의 신주를 모시고 있다. 지붕과 공포를 쌓은 양식은 강당과 마찬가지로 맞배지붕이다. 앞면 3칸에는 각각 2짝씩 널문을 달았다. 강당을 둘러싼 담장은 기와를 이용해 쌓은 맞담으로 구성하여 매우 아름답다.
간결하고 검소하게 지은 전통 깊은 조선 중기 서원 건축물로 잘 보존해야 할 문화재이다.

## 특징
담장은 자연석 등을 정렬시킨 지대석 위에 자연막돌을 쌓고 그 위에 암키와를 5단으로 줄바르게 놓아 그 사이에 진흙층을 쌓아 올렸다. 또한 기와담장 사이에 100cm 정도의 간격으로 수막새를 엇갈리게 끼워 넣었다. 담장에 암악새와 수막새를 사용한 것은 음양의 조화를 통해 생명력을 불어 넣고 장식효과를 최대한 살린 것으로 담장의 모습이 매우 아름다워 전국에서 토담이 보물로 지정된 유일한 곳이다.

## 참고 자료
- 달성 도동서원 중정당·사당·담장 - 국가유산청 국가유산포털
- 이 문서에는 다음커뮤니케이션(현 카카오)에서 GFDL 또는 CC-SA 라이선스로 배포한 글로벌 세계대백과사전의 내용을 기초로 작성된 글이 포함되어 있습니다.